# Pločica (šport)
Puk  ili puck (eng.) je naziv za pločicu u oblika diska koji se koristi kao pribor u hokeju. Puk se pokušava ubaciti u protivnički gol, koristeći hokejsku palicu.
Koristi se u raznim športovima:
- hokej na ledu
- inlinehokej
- podvodni hokej
- air hokej

## Hokej na ledu

### Specifičnosti
U hokeju na ledu se koristi tvrdogumni puk koji je točno 1 inch (2,54 cm) visok i ima promjer od 3 inča (7.62 cm). Težina smije varirati od 5,5 do 6 unča (otprilike 156 i 170 grama).

### Povijest
Puk je izumljen 1877. od strane Williama Fleeta Robertsona koji je jednostavno prerezao prethodno koristeće gumene lopte.